# Brännan (naturreservat, Gävle kommun)
Brännan är ett naturreservat i Gävle kommun i Gävleborgs län.
Området är naturskyddat sedan 2006 och är 15 hektar stort. Reservatet består av fastmattekärr och mer slutna sumpskogar av gran, ask och klibbal.